# アルトゥール・ヴェーネルト

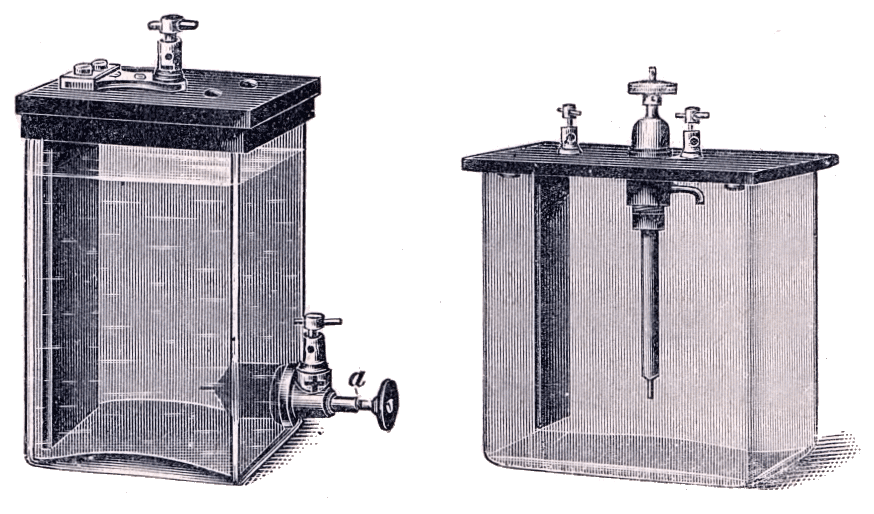
ヴェーネルト断続器

電子顕微鏡の電子銃。上部のV字がフィラメント、その下のU字がウェーネルト電極

アルトゥール・ルドルフ・ベルトルト・ヴェーネルト（Arthur Rudolph Berthold Wehnelt, 1871年4月4日 - 1944年2月15日）は、ブラジル出身のドイツで活躍した物理学者。日本では英語風に「ウェーネルト」と書かれることも多い。電子顕微鏡の電子銃によく使われるウェーネルト電極を考案。

## 略歴
ヴェーネルトはリオデジャネイロで生まれた。彼の両親はドイツ人で、ヴェーネルトが子供の頃に共にブラジルからドイツに戻った。ヴェーネルトは始めはシャルロッテンブルク工科大学で、1893年から1897年まではベルリンのフリードリヒ・ヴィルヘルム大学（ベルリン大学）で物理学を学んだ。1898年にフリードリヒ・アレクサンダー大学でD.Phil.を取得した。
1899年、ヴェーネルトは直流電流を迅速に遮断できる装置（ヴェーネルト断続器）を考案した。ヴェーネルトは電子の連続的な放出の研究も進めた。この成果が1902/1903年のヴェーネルト電極、1904年の酸化物皮膜陰極（ヴェーネルト陰極）である。
1908年にフリードリヒ・ヴィルヘルム大学に戻り、物理学教授となる。1926年、同大学物理学実験所長。1934年、物理学部長。1937年、退職。

## ウェーネルト電極
ウェーネルト電極とも言う。マイナスの電荷を帯びているので、加熱されたフィラメントから飛び出した熱電子が飛び散るのを抑えて集束し、静電式電子レンズの役割を果たす。走査型電子顕微鏡の電子銃などに使われる。